# Moteur à quatre temps
 (janvier 2023).

Moteur à quatre temps.

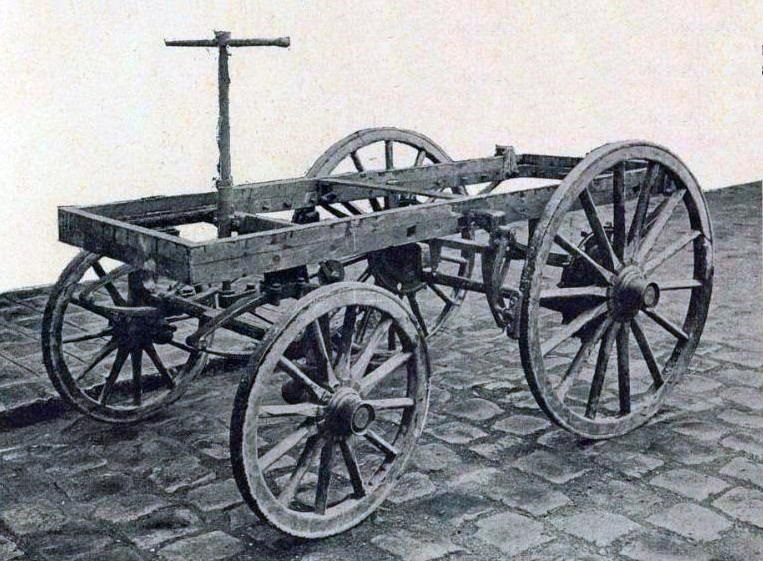
Le châssis de la première automobile avec moteur à quatre temps (1890), moteur inventé par le Français Fernand Forest mais breveté en 1862 par Beau De Rochas, lors d'une diffusion privée.

Un moteur à quatre temps est un moteur à explosion basé sur le cycle de Beau de Rochas décrit en 1862. Il a été développé par Nikolaus Otto en 1876, perfectionné par Gottlieb Daimler et Wilhelm Maybach en 1887, ainsi que par l'ingénieur français Fernand Forest en 1890, suivi par Rudolf Diesel en 1893. Il est toujours le principal type de motorisation des véhicules automobiles terrestres au début du XXIe siècle.

## Évolutions
Tout au long du XXe siècle et en ce début de XXIe siècle, les chercheurs et ingénieurs ont sans cesse tenté d'optimiser le rendement du moteur à quatre temps et son adaptation à des usages divers. Mais les considérations industrielles et commerciales ont souvent freiné l'apparition des innovations des chercheurs. Motivés entre autres par les enjeux écologiques modernes, les choix industriels évoluent sensiblement ces dernières décennies. De plus, les évolutions en électronique numérique et le développement de nouvelles technologies mécaniques ont rendu possible certaines évolutions.
- Inventé par James Atkinson en 1882, ce type de moteur possédant une course de détente et d'échappement plus longue que la course d'admission et de compression, améliore le rendement au prix d'une puissance un peu plus faible. Il est désormais utilisé en association avec des moteurs électriques dans les voitures hybrides modernes depuis la fin du XXe siècle.
- Le moteur à cycle de Miller ayant des caractéristiques relativement similaires à celles du moteur à cycle d'Atkinson, mais avec des choix techniques différents, a été breveté dans les années 1940 par Ralph Miller, un ingénieur américain. D'abord utilisé sur des bateaux et par des groupes électrogènes fixes. Il a été adapté par Mazda pour une utilisation automobile, d'autres constructeurs se sont lancés dans sa production en série pour l'automobile.